# 多利内 (锡莱茨长老区)
50°10′17″N 24°26′2″E / 50.17139°N 24.43389°E
多利内（羅馬化：Dolyny）是烏克蘭的村莊，位於該國西部利沃夫州，由舍普季茨基區多布羅特維爾市鎮負責管轄，始建於1645年，面積0.14平方公里，海拔高度203米，2001年人口254，人口密度每平方公里1,881.48人。